# 内妻川
内妻川（うちづまがわ）は、徳島県海部郡牟岐町を流れる二級河川である。

## 地理
海部郡牟岐町大字内妻字の水源から牟岐町内を経て太平洋に注ぐ。流域には百々路山（386.2m）等の山々が聳え、西側には古江川が流れている。内妻大橋（国道55号）等の橋梁が架かる。

## 流域の主な施設
- 内妻海岸
- 内妻運動公園
- 百々路山